# Ena (Gifu)
Ena (Japans: 恵那市, Ena-shi) is een stad in de prefectuur Gifu op het eiland Honshu in Japan. De stad heeft een oppervlakte van 504,19 km² en eind 2008 ruim 54.000 inwoners. De rivier Kiso stroomt van noordoost naar noordwest door de stad.

## Geschiedenis
Op 1 april 1954 werd Ena een stad (shi) na samenvoeging van twee gemeentes en zes dorpen.
Op 25 oktober 2004 zijn de gemeentes Akechi (明智町, Akechi-chō), Iwamura (岩村町, Iwamura-chō), Kamiyahagi (上矢作町, Kamiyahagi-chō) en Yamaoka (山岡町, Yamaoka-chō) plus het dorp Kushihara (串原村, Kushihara-mura) aan de stad toegevoegd en ongevormd tot stadsdelen.

## Bezienswaardigheden
- Nakasendō Ōi-juku, het 46e station aan de Nakasendō de centrale weg naar Edo
- Hiroshige Museum
- Ena kloof
- Agigawa dam, 360m lang en ruim 100m hoge dam.
- Iwamura kasteelruïne, een kasteel gebouwd in de 12e-16e eeuw en gesloopt in 1871.

## Verkeer
Ena ligt aan de Chūō-hoofdlijn van de Central Japan Railway Company en aan de Akechi-lijn, de enige lijn van de Akechi Spoorwegmaatschappij.
Ena ligt aan de Chūō-autosnelweg en aan de autowegen 19, 257, 363 en 418.

## Geboren in Ena
- Issai Sato (佐藤 一斎, Satō Issai), samurai uit de 18e/19e eeuw
- Utako Shimoda (下田 歌子, Shimoda Utako), dichteres en oprichtster van de Jissen Vrouwenuniversiteit
- Tsuyoshi Makino (牧野 剛, Makino Tsuyoshi), auteur
- Kiyohiro Araki (荒木 清寛, Araki Kiyohiro), politicus van de NKP

## Aangrenzende steden
- Mizunami
- Nakatsugawa
- Toyota